# Yumi, Yumi, Yumi
Yumi, Yumi, Yumi est l'hymne national du Vanuatu. Les paroles et la musique sont de François Vincent Ayssav. L'hymne fut adopté en 1980.

## Paroles

### Version originale enbichelamar
Yumi, Yumi, Yumi i glat blong talem se,

Yumi, Yumi, Yumi i man blong Vanuatu !

God i givim ples ia long yumi,

Yumi glat tumas long hem,

Yumi strong moyumi fri long hem,

Yumi brata evriwan !

Yumi, Yumi, Yumi i glat blong talem se,

Yumi, Yumi, Yumi i man blong Vanuatu !

Plante fasin blong bifo i stap,

Plante fasin blong tedei,

Be yumi i olsem wan nomo,

Hemia fasin blong yumi !

Yumi, Yumi, Yumi i glat blong talem se,

Yumi, Yumi, Yumi i man blong Vanuatu !

Yumi save plante wok i stap,

Long ol aelan blong yumi,

God i helpem yumi evriwan,

Hemi papa blong yumi,

Yumi, Yumi, Yumi i glat blong talem se,

Yumi, Yumi, Yumi i man blong Vanuatu !

## Traduction en français
Refrain :

Ensemble ensemble nous sommes fiers de dire que

Ensemble ensemble nous sommes des Hommes du Vanuatu !

Dieu nous a donné cet endroit,

Nous y sommes très heureux,

Nous y sommes forts et libres,

Nous sommes tous frères !

refrain

Il y a beaucoup de coutumes du passé,

Il y a beaucoup de coutumes d'aujourd'hui,

Mais nous sommes unis,

Voilà notre coutume !

refrain

Nous savons qu'Il y a beaucoup de travail,

Sur toutes nos îles,

Dieu nous aide tous,

Il est Notre Père.